# SM-veckan 2019 (sommar)
SM-veckan sommar 2019 avgjordes i Malmö den 26 juni till 2 juli 2019. Detta var den tionde sommarupplagan av tävlingarna. Huvudarrangörer var Riksidrottsförbundet, Malmö kommun och olika specialidrottsförbund. Sveriges television sände tävlingarna.

## Idrotter
Följande idrotter var representerade under SM-veckan 2019 (sommar).

- Aerobisk gymnastik
- Artistisk gymnastik kvinnlig
- Artistisk gymnastik manlig
- Bangolf
- Basket (3x3)
- Beach Ultimate frisbee
- Beachvattenpolo
- Boccia (parasport)
- Boule (precisionsskytte)
- Bowling
- Casting
- Cricket (T20)
- Cykel och paracykel
- Dragkamp
- Flygsport (drone racing F9U)
- Footgolf
- Friidrott (lag)
- Frisbee (allround)
- Frisbee (discgolf)
- Handigolf
- Hindersim
- Kanot
- Kanotpolo
- Karate (kyokushin)
- Kustrodd
- Parkour
- Radiostyrd bilsport
- Rally (sprint)
- Sjumannarugby
- Rullskidor
- Rytmisk gymnastik
- Segling (49er/49er FX)
- Simning och parasimning
- Skateboard (slalom och ramp)
- Styrkelyft och bänkpress
- Paddelsurfing
- Surf ski
- Trampolin
- Tricking
- Truppgymnastik
- Tyngdlyftning
- Wakeboard